# San Pedro Mártir (Tlalpan)
San Pedro Mártir es uno de los doce pueblos originarios de ascendencia indígena de la alcaldía Tlalpan, en la Ciudad de México. Texopalco (en la pintura azul), este pueblo tiene 1 kiosco

## Toponimia
San Pedro Mártir también es conocido como el “lugar de ocotes” ya que existe una gran cantidad de estos árboles en la región. Su nombre fue designado en honor al santo Pedro de Verona al cual fue dedicada una de las edificaciones más antiguas del lugar: la Parroquia de San Pedro de Verona Mártir. Se menciona que en la época prehispánica se lo conocía como Texopalco, "donde hay tintura azul" (texotli, mineral azul; palli, tintura; co, sufijo locativo); sin embargo la versión oficial (como figura en el arco de entrada al pueblo) es Texopanco, "lugar sobre el que hay azur" (texotli, azur, mineral azul; pan, en, sobre; co, sufijo locativo).

## Geografía

### Ubicación
San Pedro Mártir es un pueblo localizado al sur de la Ciudad de México y al pie de las montañas del Ajusco. Además, es una localidad perteneciente a los once pueblos de la Delegación Tlalpan, Ciudad de México. Inicia a la altura del km. 20 de la Carretera Federal México-Cuernavaca y se accede desde la ciudad por las avenidas de Insurgentes Sur o Viaducto Tlalpan. Colinda al norte por el pueblo de La Asunción Chimalcoyoc al Nororiente con algunas colonias , al Oriente y al sur por el pueblo de San Andrés Totoltepec y al poniente con Santa María Tepepan y Santa Cruz Xochiptepec de la Delegación Xochimilco.

## Servicios públicos

### Mercado
El mercado Dr. y Gral. José González fue construido en honor a este médico militar mexicano, cuenta con 60 locales y una superficie de 4038 m². Este mercado organiza festividades cada 12 de diciembre junto con clientes y habitantes de la colonia con una tradicional posada para mantener esta tradición y celebrar un año más. 

### Escuelas
San Pedro Mártir cuenta con escuelas públicas y privadas ante la alta demanda que existe en la zona, como: 
- Escuela primaria Martina Islas
- Escuela Magdalena Contreras Millán
- Escuela Rafael Cruz Manjarrez
- Escuela Abel Ortega Flores
- Escuela secundaria técnica número 54 Jaime Torres Bodet
- Colegio Gral. José Mariano Monterde
- Colegio La Paz
- Colegio Centro Educación y Cultura Ajusco Ceyca
- Centro de Desarrollo Infantil Fundación "Mi Ángel"
- Colegio Jean William Fritz Piaget
- Colegio Carlo Tancredi

### Bibliotecas
La biblioteca de San Pedro Mártir fue remodelada y pintada con un nuevo diseño como parte del proyecto “Casa de la cultura San Pedro Mártir” donde también se construyó un auditorio y un invernadero en el año 2012. La biblioteca ofrece préstamos interno y a domicilio, consulta, orientación a usuarios, fomento a la lectura, espacio para juegos, contenidos audiovisuales, contenidos digitales y diferentes talleres.
La Biblioteca Pública Prof. José Aguirre y Ramos, está ubicada en la subdelegación auxiliar junto al quiosko de San Pedro Mártir y atiende a la población principalmente infantil de la zona y cuenta con el acervo del pueblo (archivos de colectivos, revistas de la alcaldía, libros históricos, etc.).

## Cultura

### Festividades y eventos
San Pedro Mártir realiza anualmente sus festividades. La fiesta patronal de San Pedro de Verona Mártir se celebra el 29 de abril. En esta festividad se produce una feria tradicional donde se realizan bailes, danzas, chinelos, arrieros, orquestas, mariachis, jaripeo, actividades deportivas, juegos mecánicos y espectáculos con pirotecnia. La población conserva sus costumbres y tradiciones y cada año se llevan ofrendas y regalos al Santo festejado, además de ser un período que propicia la reunión de amigos y familiares.

Como sucede en otras localidades, las peregrinaciones anuales a San Pedro Mártir convocan a grupos de personas de localidades cercanas que llevan ofrendas, llamadas "promesas" al santo patrón. En el caso de San Pedro Mártir, habitualmente las delegaciones llegan de  San Miguel Ajusco, Santo Tomás Ajusco, San Andrés Totoltepec, San Miguel Xicalco y Parres El Guarda, entre otros.

## Patrimonio

### Parroquia de San Pedro de Verona Mártir
No se cuenta con el registro exacto pero se sabe que la Parroquia de San Pedro de Verona Mártir data de finales del siglo XVII y principios del XVIII. Fue construida por religiosos dominicos provenientes del Convento de San Agustín de las Cuevas ubicado en el centro de la delegación Tlalpan. La iglesia tiene una sola nave y posee una torre de tres cuerpos, tiene una puerta sencilla sin recubrimientos o aplanados, una puerta en la fachada lateral por donde entraba antiguamente el coro a la iglesia y el exterior luce una combinación de cantera labrada y piedra común para los muros. En el interior, bajo la bóveda del coro, hay un relieve con un águila austriaca y sobre el arco triunfal un medallón redondo con la imagen del arcángel San Miguel. En el interior del templo se conserva una escultura en madera del siglo XVIII que representa al mártir San Pedro de Verona, la cual tiene un borde de piedra y un borde exterior decorado con cerámica. En el altar hay un Cristo de madera crucificado que también data de ese mismo siglo. En 1965 los pisos fueron sustituidos y se quitaron los aplanados, la cantera quedó al descubierto pero se arrasó la pintura mural. La iglesia ha sido restaurada en varias ocasiones, por lo cual ha perdido parte de su diseño original. En el patio de la parroquia se encuentran otras dos edificaciones de carácter religioso, construidas de manera moderna, así como una estatua de la Virgen de Guadalupe en un costado de la parroquia.